# Muhen
Muhen és un municipi del cantó d'Argòvia (Suïssa), situat al districte d'Aarau. El 2023 tenia 4.112 habitants.